# Handley Page Hermes
El Handley Page HP.81 Hermes fue un avión comercial civil, diseñado y producido por el constructor aeronáutico británico Handley Page.
El Hermes fue desarrollado durante los años 40 en paralelo con el estrechamente relacionado transporte militar Handley Page Hastings. Era un monoplano de ala baja, siendo propulsada la mayor parte de los ejemplares por motores de pistón. Pensado originalmente para entrar en servicio antes que el Hastings, el desarrollo del Hermes fue retrasado por la fatal pérdida del primer prototipo durante su primer vuelo, el 2 de diciembre de 1945. Se tomaron medidas para mejorar la estabilidad del avión comercial, así como aumentar su capacidad, lo que impresionó lo suficiente a British Overseas Airways Corporation (BOAC) como para que realizara un considerable encargo de 25 HP.81 Hermes IV el 4 de febrero de 1947. El Ministerio de Suministros también encargó un par de aviones de desarrollo propulsados por motores turbohélice para realizar vuelos experimentales.
El Hermes entró en servicio de aerolínea el 6 de agosto de 1950, habiendo sido retrasado casi un año debido a que los aviones de la producción inicial padecían sobrepeso. Serían operados por BOAC, el más prominente operador del modelo, durante menos de una década antes de ser vendidos a otros operadores, debido principalmente a los rápidos avances en los aviones comerciales durante esta época. Durante sus últimos años en servicio, los Hermes de segunda mano fueron usados rutinariamente por varias aerolíneas chárter. El último vuelo de un Hermes fue realizado en algún momento de 1969, momento en el que la mayor parte de los ejemplares había sido desguazada por obsoleta. Se ha preservado parcialmente un único ejemplar.

## Diseño y desarrollo

### Antecedentes
El Hermes puede rastrearse hasta las discusiones mantenidas por el Estado Mayor del Aire del Reino Unido tan pronto como en el verano de 1943. En esa época, las autoridades estaban considerando no sólo la necesidad de un sucesor inmediato para la flota de la Real Fuerza Aérea de Handley Page Halifax en su capacidad de transporte/carga, sino también el papel de un avión comercial civil interino para los años de posguerra. De acuerdo con esto, durante diciembre de 1944, se realizaron encargos prioritarios de varios proyectos, incluyendo ambos programas civil y militar propuestos por el constructor aeronáutico británico Handley Page. El Ministerio del Aire emitió la Especificación 15/43 para el avión comercial civil, que solicitaba un transporte civil presurizado que fuera capaz de llevar hasta 34 pasajeros de primera clase o 50 en turista.
En abril de 1944, a instancias de George Volkert, diseñador jefe de Handley Page, de establecer las prioridades de producción, el fundador y director gerente de la compañía, Frederick Handley Page, decidió aunar los trabajos de varios proyectos y priorizar el avión de transporte; esto también estaba en consonancia con la Especificación C.3/44, que solicitaba un transporte multipropósito. La propuesta de Handley Page fue aceptada sin alteraciones significativas. Poco después, se reconoció que el desarrollo del transporte civil planteaba menos desafíos que el proyecto del transporte militar, por lo que se decidió que el programa del avión comercial volaría primero. El avión de transporte militar, que compartiría un nivel relativamente alto de similitudes con el proyecto civil, entraría en servicio como Handley Page Hastings, mientras que el transporte civil llegaría a ser conocido como el Hermes.
A pesar de sus intencionadas similitudes, había visibles diferencias de diseño entre los dos aviones. A diferencia de la rueda de cola del Hastings, el Hermes fue planeado para tener un tren de aterrizaje de rueda de morro, aunque los dos primeros prototipos fueron completados con tren de aterrizaje de rueda de cola. A pesar de las diferencias, ambos aviones se parecían lo suficiente como para que fueran producidos usando las mismas plantillas principales de ensamblaje. El primer prototipo era efectivamente un "cascarón vacío" sin presurizar, mientras que el segundo presentaba una cabina presurizada y estaba totalmente equipado en la mayoría de aspectos. El 9 de noviembre de 1945, se celebró una conferencia de maqueta en las instalaciones de la compañía en Cricklewood, a la que asistieron varios directivos de aerolíneas y de la industria. El rápido progreso en la construcción del primer prototipo permitió comenzar las pruebas en tierra en Radlett el 1 de diciembre del mismo año.

### En vuelo y rediseño
Aunque Handley Page tuvo la intención para el Hermes que se presentara antes que el Hastings desde una etapa temprana del desarrollo, se necesitó un retraso en su producción después de que el primer prototipo (HP.68 Hermes I), matriculado G-AGSS, se estrellase durante su primer vuelo poco después del despegue, el 2 de diciembre de 1945.Se creía que el avión había sufrido una severa inestabilidad longitudinal debida a un sobreequilibrio del elevador. El piloto de pruebas jefe de Handley Page y el observador de pruebas jefe resultaron muertos en el incidente, mientras que el prototipo acabó completamente destruido en un incendio posterior al impacto.
Para resolver suficientemente la inestabilidad que causó el fatal accidente, el desarrollo del Hermes civil fue prolongado, mientras que los trabajos en el Hastings progresaron más suavemente. Este retraso presentó la oportunidad de acometer revisiones de diseño y mejoras; se decidió que la longitud del segundo prototipo sería extendida para producir el HP.74 Hermes II. También se investigó por esta época la posibilidad de propulsar el modelo con motores turbohélice, pero al final se decidió en contra. El primer Hermes II (G-AGUB) realizó su primer vuelo el 2 de septiembre de 1947; demostró rápidamente tener no sólo mayor estabilidad, sino también poseer un coeficiente de sustentación mayor que el Hastings. El 4 de septiembre de 1948, el modelo recibió su certificado de aeronavegabilidad, permitiéndole entrar en servicio.
El 4 de febrero de 1947, British Overseas Airways Corporation (BOAC) realizó un encargo de 25 ejemplares del definitivo HP.81 Hermes IV. Este modelo estaba equipado con un tren de aterrizaje triciclo y estaba propulsado por cuatro motores radiales Bristol Hercules, cada uno capaz de generar hasta 1570 kW (2100 hp).También se encargó adicionalmente un par de aviones comerciales Hermes V, siendo la principal diferencia de esta variante el uso de cuatro motores turbohélice Bristol Theseus. También se propusieron otros desarrollos del Hermes propulsados por turbohélice para clientes potenciales, como competidores de modelos como el Bristol Britannia.

## Historia operacional

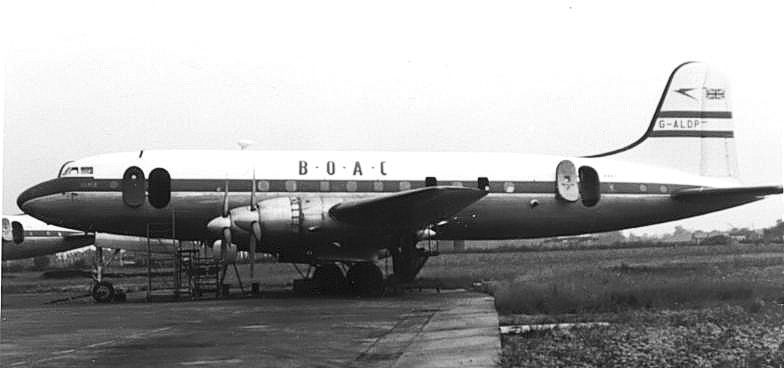
BOAC Hermes IV de BOAC en el Aeropuerto de Heathrow en 1953.

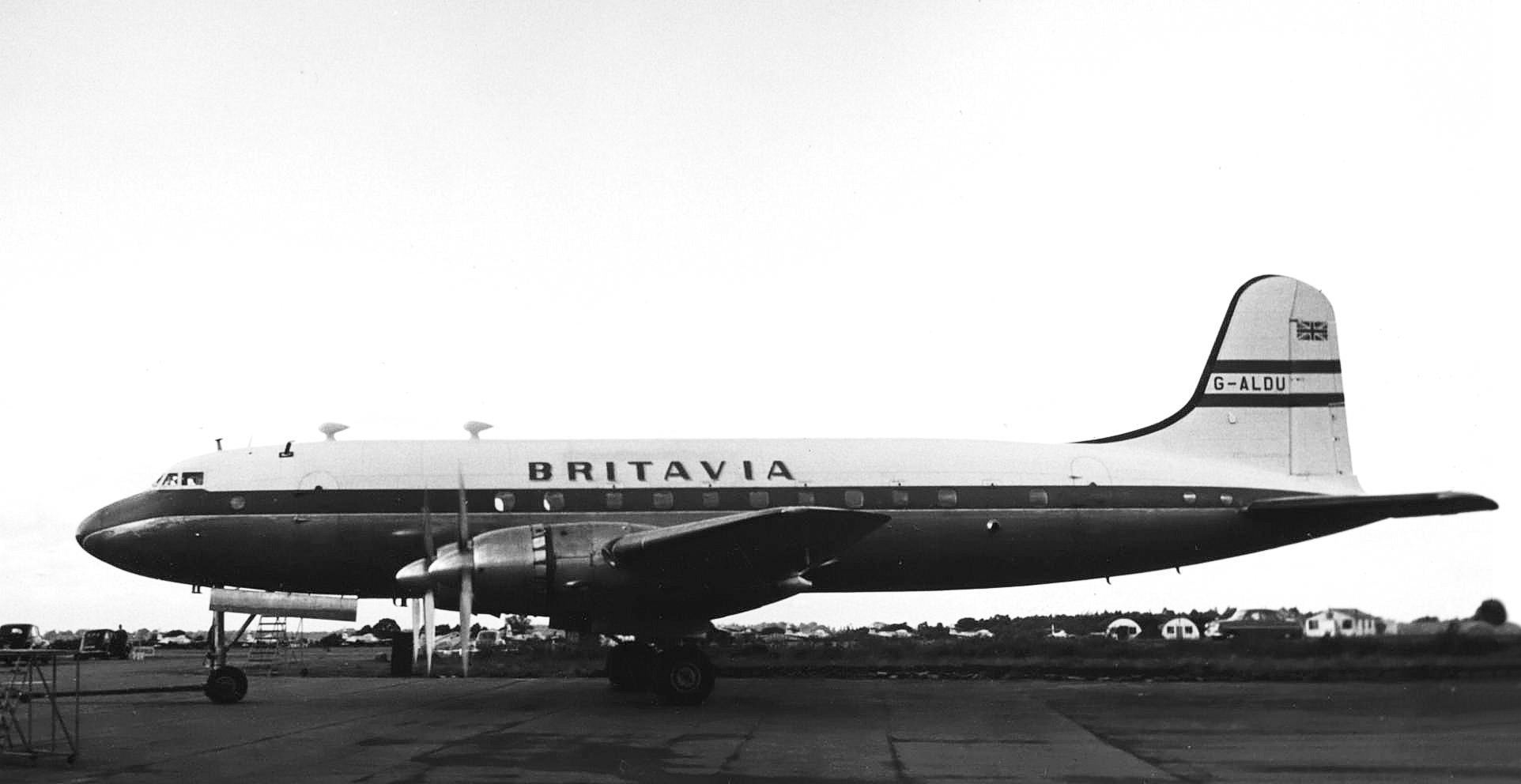
Hermes IV de Britavia en el Aeropuerto de Blackbushe en 1954.

### Operaciones comerciales
A pesar de que el primer Hermes (matriculado G-AKFP) realizó su primer vuelo relativamente rápido el 5 de septiembre de 1948, y que la producción en cantidad se estableció prontamente, BOAC estaba un tanto insatisfecha con el avión, debido principalmente a que los primeros ejemplares padecían sobrepeso. Esto se debía en parte al uso de componentes de Hastings y a modificaciones realizadas sobre la marcha para acelerar las pruebas de vuelo; se acordó de inmediato que se realizaran modificaciones de ahorro de peso antes de que BOAC emitiera su aceptación final del Hermes. Las alteraciones de diseño para reducir peso incluyeron la adopción de componentes de suelo más ligeros.
El 6 de agosto de 1950, el Hermes IV entró finalmente en servicio con BOAC, asumiendo el del Avro York en África Occidental desde Londres Heathrow hasta Acra, vía Trípoli, Kano y Lagos, con servicios hasta Kenia y Sudáfrica comenzando antes del final del año. El Hermes IV fue utilizado por BOAC en rutas del oeste y sur de África. Sin embargo, fue rápidamente reemplazado por el fiable Canadair Argonaut en 1952, aunque algunos ejemplares fueron repuestos al servicio en julio de 1954, después de la inmovilización en tierra de los De Havilland Comet, siendo retirados de nuevo en diciembre.
Sin embargo, este no fue el final del Hermes en el servicio comercial, ya que los aviones excedentes fueron vendidos a compañías chárter independientes, comprando Airwork cuatro ejemplares en 1952, y siendo otros aparatos operados por Britavia y Skyways, particularmente en el trasporte de tropas. Muchos de estos aviones fueron equipados con motores Hercules 773, que podían ser operados con combustible de menor octanaje que los originales Hercules 763, siendo designados como Hermes IVa. Fueron devueltos al estándar Hermes IV cuando mejoraron los suministros de combustible.
Más tarde, los Hermes fueron volados en vuelos de vacaciones desde el Reino Unido. El último Hermes operativo, G-ALDA, volado por Air Links Limited, fue retirado el 13 de diciembre de 1964, siendo desguazado nueve años más tarde.

### Aviones de desarrollo

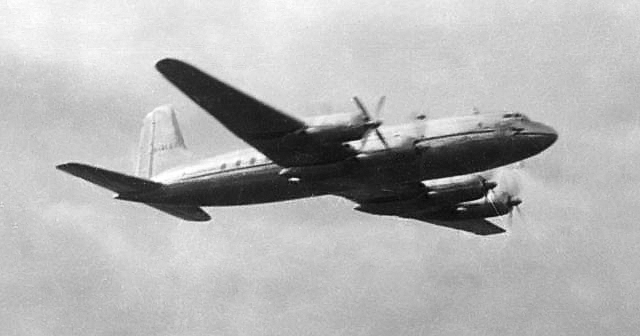
Hermes V G-ALEU en la muestra Farnborough SBAC en 1950. Nótese las góndolas más delgadas de los motores turbohélice Theseus.

Los dos Hermes V turbohélice fueron comprados por el Ministerio de Suministros y realizaron sus primeros vuelos en agosto de 1949. Fueron usados para el desarrollo del motor turbohélice Bristol Theseus. El primer avión se perdió en un aterrizaje con el tren arriba en el aeródromo de Chilbolton el 10 de abril de 1951, pero el segundo continuó los vuelos de desarrollo con el Establecimiento Experimental de Aeronaves y Armamento (A&AEE) en MOD Boscombe Down, y en el Royal Aircraft Establishment (RAE) en el Aeropuerto de Farnborough, hasta su retirada durante septiembre de 1953.
El prototipo Hermes II recibió marcas militares en octubre de 1953 como VX234 y fue usado en varios programas de investigación y desarrollo, incluyendo las pruebas de un radar aerotransportado para el Real Establecimiento del Radar en RAF Defford, Worcestershire. Fue retirado finalmente en 1969, momento en que el avión era el último Hermes operativo.

## Variantes
Los 29 aviones fueron construidos en el Aeródromo de Radlett, Hertfordshire, Inglaterra.
HP.68 Hermes I
Prototipo propulsado por cuatro motores radiales Bristol Hercules 101 de 1230 kW (1650 hp). Uno construido.
HP.74 Hermes II
Prototipo propulsado por cuatro motores radiales Bristol Hercules 121 de 1249 kW (1675 hp) y con fuselaje trasero alargado en 4,57 m. Uno construido.
HP.81 Hermes IV
Aviones de producción con tren de aterrizaje triciclo, propulsados por cuatro motores Bristol Hercules 763 de 1570 kW (2100 hp). 25 construidos.
HP.81 Hermes IVa
Hermes IV modificados para usar combustible de 100 octanos, con el motor redesignado Hercules 773. La mayor parte fue devuelta al estándar Hermes IV.
HP.82 Hermes V
Aviones de desarrollo con cuatro turbohélice Bristol Theseus 502 de 1860 kW (2490 hp). Dos construidos.

## Operadores
Bahamas
- Bahamas Airways

 Kuwait
- Kuwait Airways

 Líbano
- Middle East Airlines

 Reino Unido
- Air Links
- Air Safaris
- Airwork
- Britavia

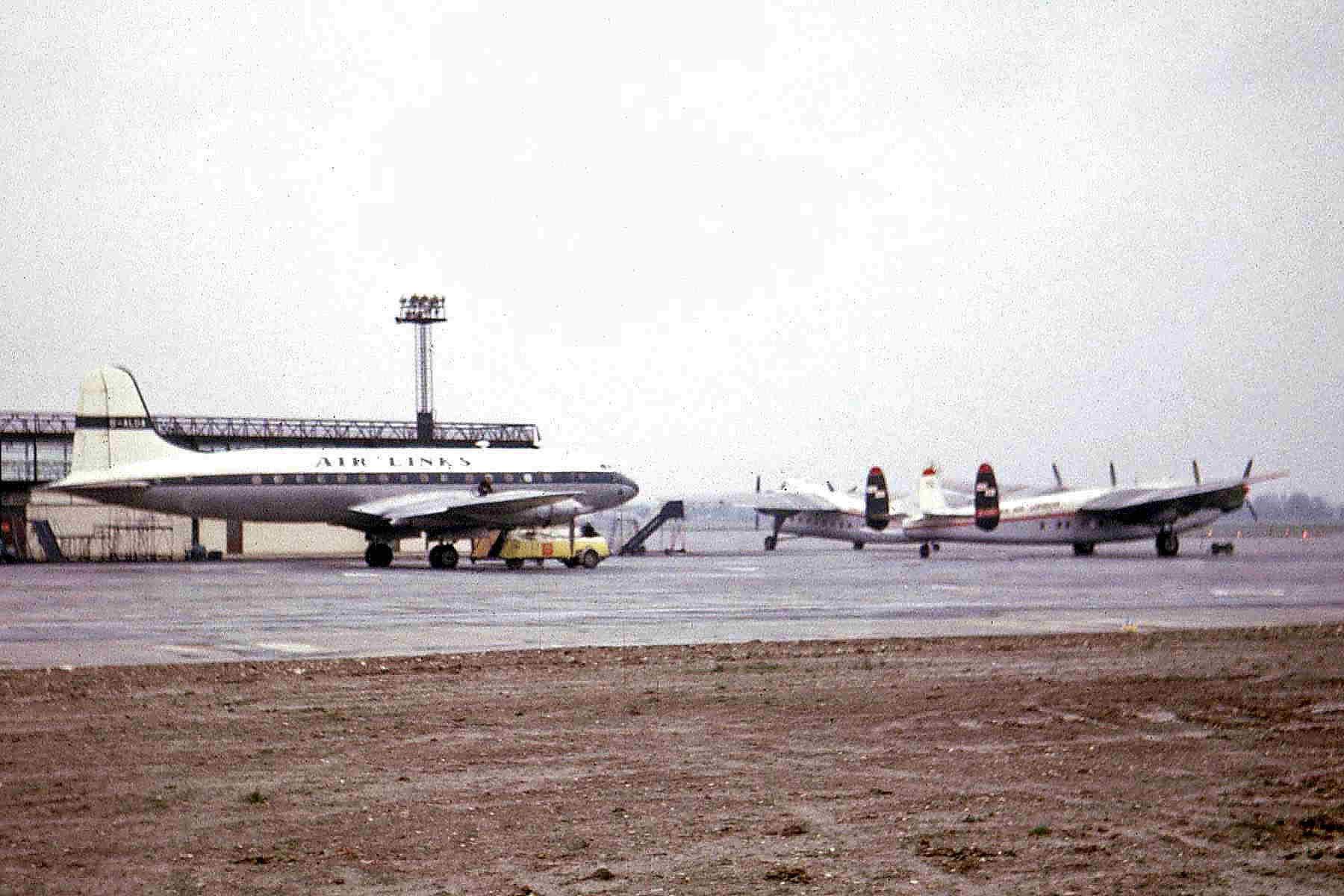
Un Hermes de Air Links en el Aeropuerto de Gatwick, alrededor de 1962.

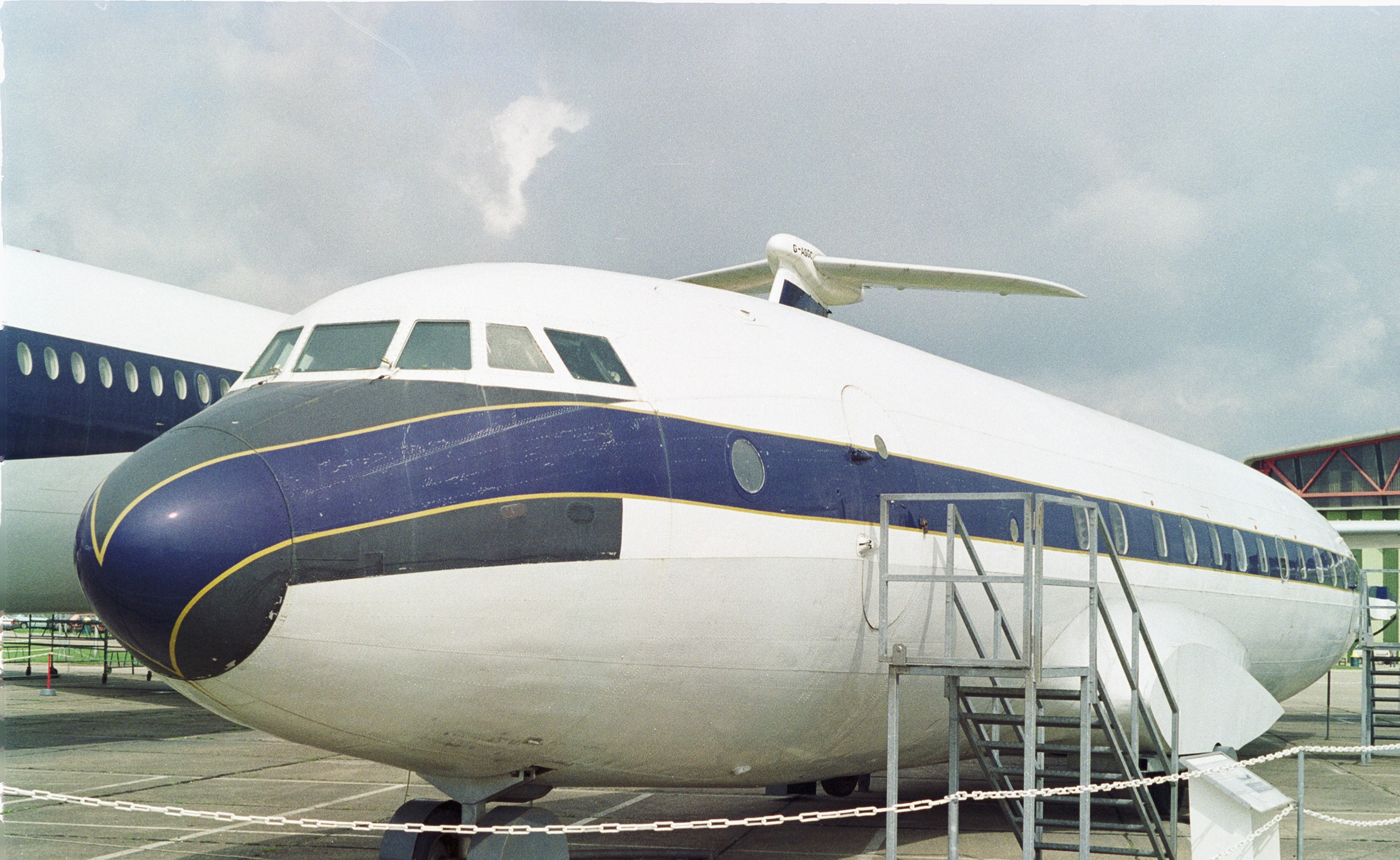
Fuselaje preservado del G-ALDG, en el Museo Imperial de Guerra de Duxford, 2010.

- British Overseas Airways Corporation
- Falcon Airways
- Royal Radar Establishment
- Silver City Airways
- Skyways
- Ministry of Supply

## Supervivientes
El fuselaje de un Hermes IV (el antiguo avión G-ALDG de BOAC, bautizado Horsa) está preservado en el Museo Imperial de Guerra de Duxford.

## Accidentes e incidentes
- 3 de diciembre de 1945: el prototipo Hermes I G-AGSS se estrelló en su primer vuelo de pruebas poco después de despegar, a tres millas del Aeródromo de Radlett. Los dos pilotos de Handley Page resultaron muertos.
- 26 de mayo de 1952: el Hermes IV G-ALDN (Horus), operado por BOAC, en ruta desde Trípoli, Libia, hasta Kano, Nigeria, voló fuera de curso varias horas y se quedó sin combustible, realizando un aterrizaje forzoso en el desierto del Sáhara, al sur de Atar (Mauritania). Los pasajeros y tripulación sobrevivieron y permanecieron varios días en el desierto antes de llegar por sus medios a un oasis, donde el primer oficial Ted Haslam, que había sufrido una herida en la cabeza durante el accidente, murió.[26][27][27]
- 25 de agosto de 1952: el Hermes IV G-ALDF, operado por Air-work Ltd, en ruta desde Blackbushe hasta Jartúm, vía Malta, cayó al mar en Sicilia (cerca de Trapani) a las 0300 LT, tras el fallo de dos motores y ante la perspectiva de perder los restantes. La potencia eléctrica también falló, por lo que no se disponía de luces ni de radio. El amerizaje fue "brillantemente realizado" y exitoso, pero 6 pasajeros (incluyendo 4 niños) y un asistente se ahogaron, debido principalmente a chalecos defectuosos y a la falta de una balsa para los niños. El informe de la investigación realizada por las autoridades italianas (no publicado en el Reino Unido) está resumido en la ICAO Circular 38-AN/33.[28] Contiene algunas críticas a la tripulación y a la compañía, y recomienda mejoras en los aviones y en las provisiones de seguridad. El tema fue llevado al Parlamento por Wedgwood Benn MP.[29]
- 4 de marzo de 1956: el Hermes IV G-ALDW, operado por Skyways Limited, resultó destruido en tierra por una bomba retardada colocada en el compartimento de carga delantero. El avión estaba en el Aeropuerto de Nicosia, Chipre, donde la explosión sucedió 20 minutos antes de que el avión iniciara su salida hacia el Reino Unido con 68 pasajeros.[30] No hubo víctimas.[31]
- 5 de agosto de 1956: el Hermes IV G-ALDK, operado por Britavia, sufrió el colapso del tren delantero en el Drigh Road Airport, Karachi, Pakistán. El avión resultó demasiado dañado para su reparación.[32]
- 5 de noviembre de 1956: el Hermes IVa G-ALDJ, operado por Britavia, se estrelló en una aproximación nocturna al Aeródromo de Blackbushe, Inglaterra, con mal tiempo. Murieron siete de los 80 ocupantes.[33]
- 1 de abril de 1958: el Hermes IV G-ALDV, operado por Skyways Limited, se estrelló en Meesden Green, cerca del Aeropuerto de Stansted, mientras realizaba una prueba en vuelo tras un cambio de motor. Los tres tripulantes, el capitán Rayment, el capitán West y el ingeniero de vuelo N. Bradley, resultaron muertos.
- 9 de octubre de 1960: el Hermes IV G-ALDC, operado por Falcon Airways, se pasó la pista al aterrizar en el Aeropuerto de Londres-Southend, acabando sobre la línea férrea de Shenfield a Southend. El avión fue dado de baja, pero los 76 ocupantes sobrevivieron.[34]

## Especificaciones (Hermes IV)
Referencia datos: Jane's All the World's Aircraft 1950-51

### Características generales
- Tripulación: Cinco de vuelo, más los de cabina
- Capacidad: 40-82 pasajeros
- Longitud: 29,5 m (96,8 ft)
- Envergadura: 34 m (111,5 ft)
- Altura: 9,1 m (29,9 ft)
- Superficie alar: 130,8 m² (1408 ft²)
- Perfil alar: raíz: NACA 23021; punta: NACA 23007[36]
- Peso vacío: 25 106 kg (55 333,6 lb) (equipamiento básico)
- Peso máximo al despegue: 37 195 kg (81 977,8 lb) (34 019 kg máximo al aterrizar)
- Planta motriz: 4× motor radial de 14 cilindros en dos filas refrigerado por aire Bristol Hercules 763.
  - Potencia: 1510 kW (2082 HP; 2053 CV) (al despegue) cada uno.
- Hélices: 1× de Havilland Hydromatic de cuatro palas de velocidad constante, totalmente abanderables, de paso reversible por motor.
- Diámetro de la hélice: 4 m
- Capacidad de combustible: 14 657 L en depósitos alares integrales; 4x depósito de aceite de 168 L

### Rendimiento
- Velocidad máxima operativa (Vno): 575 km/h (357 MPH; 310 kt) a 6096 m (20 000 pies)
- Velocidad crucero (Vc): 428 km/h (266 MPH; 231 kt) a máxima mezcla débil y a 3048 m (10 000 pies)
- Alcance: 5065-5720 km con 1004 kg de carga a 6096 m (20 000 pies) y dependiendo de la velocidad
- Techo de vuelo: 7500 m (24 606 ft)
- Régimen de ascenso: 5,2 m/s (1024 ft/min)
- Carga alar: 284 kg/m² (58,2 lb/ft²)
- Potencia/peso: 0,171 kW/kg (0,104 hp/lb)
- Tiempo a altitud: 10 min 30 s para 3048 m (10 000 pies)
- Carrera de despegue: 1015 m con peso de 37 195 kg
- Carrera de despegue hasta 15 m (50 pies): 1353 m
- Distancia de aterrizaje desde 15 m (50 pies): 1287 m

## Aeronaves relacionadas

### Desarrollos relacionados
- Handley Page Hastings

### Aeronaves similares
- Avro Tudor
- Douglas DC-6

### Secuencias de designación
- Secuencia HP._ (interna de Handley Page): ← HP.65 - HP.66 - HP.67 - HP.68 - HP.69 - HP.70 - HP.71 - HP.72 - HP.73 - HP.74 - HP.75 - HP.76 - HP.77 - HP.78 - HP.79 - HP.80 - HP.81 - HP.82 - HP.83 - HP.84 - HP.85 -- HP.87 - HP.88 - HP.89 - HP.90 - HP.91 - HP.92 - HP.93 - HP.94 - HP.95 →